# 日本実業団水泳競技大会
日本実業団水泳競技大会（にほんじつぎょうだんすいえいきょうぎたいかい）は、日本水泳連盟が主催する競泳大会である。日本実業団水泳競技大会は2017年の第68回を最後
に、2018年からは競技種目を改定し「日本社会人選手権水泳競技大会」と新しい大会名で秋頃開催予定。

## 概要
この大会は実業団すなわち事業所ごとで結成されたチームの対抗戦形式で実施される。ただしスイミングクラブなどの会員がその事業所社員として出場することはできない。
毎年8月初め頃に開催される。開催地は持ち回り。
一事業所1種目2名以内、1人2種目以内（リレー除く）とする。
一般男子・女子の他、年齢別の部（30歳以上・40歳以上・50歳以上）も実施する。

## 種目
一般男子
- 100m自由形
- 200m自由形
- 400m自由形
- 100m背泳ぎ
- 200m背泳ぎ
- 100m平泳ぎ
- 200m平泳ぎ
- 100mバタフライ
- 200mバタフライ
- 200m個人メドレー
- 400mリレー
- 400mメドレーリレー

一般女子
- 50m自由形
- 100m自由形
- 200m自由形
- 50m背泳ぎ
- 100m背泳ぎ
- 50m平泳ぎ
- 100m平泳ぎ
- 50mバタフライ
- 100mバタフライ
- 200m個人メドレー
- 200mリレー
- 200mメドレーリレー

年齢別
- 50m自由形
- 100m自由形（30歳以上のみ）
- 50m背泳ぎ
- 50m平泳ぎ
- 100m平泳ぎ（30歳以上のみ）
- 50mバタフライ
- 200mリレー（4人合計130歳以上）
- 200mメドレーリレー（同上）

## 歴代優勝チーム
| 回 | 年   | 会場                     | 一般男子       | 年齢別  | 一般女子               |
| -- | ---- | ------------------------ | -------------- | ------- | ---------------------- |
| 60 | 2009 | 宮城県総合運動公園プール | 自衛隊体育学校 | JFE京浜 | インペリアルインパクト |
| 61 | 2010 | 京都アクアリーナ         | 自衛隊体育学校 | 富士通  | 大塚製薬               |
| 62 | 2011 | 長良川スイミングプラザ   | 自衛隊体育学校 | 富士通  | 海自横須賀             |
| 63 | 2012 | アクアドーム熊本         | 自衛隊体育学校 | 富士通  | 大塚製薬               |
| 64 | 2013 | 尼崎スポーツの森         | JFE京浜        | 富士通  | 海自横須賀             |
| 65 | 2014 | 秋葉山公園県民水泳場     | JFE京浜        | 富士通  | PalPort                |
| 66 | 2015 | 鴨池公園水泳プール       | JFE京浜        | JFE京浜 | ルネサンス             |
| 67 | 2016 | くろしおアリーナ         | 自衛隊体育学校 | JFE京浜 | ルネサンス             |
| 68 | 2017 | 静岡県富士水泳場         | 自衛隊体育学校 | JFE京浜 | ルネサンス             |